# جاكسون بيكهام دا سيلفا
جاكسون بيكهام دا سيلفا هو لاعب كرة قدم برازيلي، ولد في 6 ديسمبر 1994 في برازيليا في البرازيل. لعب مع فيورنتينا.